# Stefan Otceten
Stefan Otceten (ur. w 1950 w Płocku, zaginął w 1988 lub 1989 w Warszawie) – polski krytyk literatury fantastycznej oraz pisarz.

## Życiorys
Był absolwentem Liceum Ogólnokształcącego im. Władysława Jagiełły w Płocku, studiował polonistykę na Uniwersytecie Warszawskim. W 1988 roku zaginął w niewyjaśnionych okolicznościach w Warszawie.
Zredagował i dokonał wyboru tomów 3-6 antologii Polska nowela fantastyczna (wydanej przez Wydawnictwo Alfa w latach 1984–1986), kontynuując pracę Juliana Tuwima, pod redakcją którego wyszły tomy 1 i 2 (PIW 1952).
Jedyną jego powieścią fantastycznonaukową była Przechowalnia, w której głównymi bohaterami są podróżujący w kosmicznej Arce bohaterowie znanych utworów fantastycznych różnych autorów science fiction (m.in. Isaaca Asimova, Stanisława Lema, Arkadija i Borisa Strugackich, Philipa Dicka). Maszynopis tej powieści przyszedł w 1991 na domowy adres Wojciecha Sedeńki, właściciela wydawnictwa Solaris – rzekomo anonimowo. Książka ukazała się w roku 2000.